# サムエル・オリエク
サムエル・オリエク（Samuel Oliech、1993年12月15日 - ）は、ケニアのラグビーユニオン選手。

## プロフィール
- ケニア出身[1]。
- ポジションはフランカー(FL)。
- 身長 185cm、体重 92kg
- 愛称はSammy、SSBeezy。

## 略歴
2016年、リオ五輪の7人制ケニア代表に選ばれた。